# Bungarus multicinctus
Bungarus multicinctus е вид влечуго от семейство Аспидови (Elapidae), единствен представител на род Крайтове (Bungarus).

## Разпространение
Видът е разпространен във Виетнам, Китай, Лаос, Мианмар, Провинции в КНР, Тайван и Тайланд.